# Anton Schwarzkopf
Pour les articles homonymes, voir Schwarzkopf.
Anton Schwarzkopf, né le 8 juillet 1924 à Bahlingen et mort le 30 juillet 2001, est un ingénieur allemand spécialisé dans le domaine des montagnes russes.  
Il a conçu de nombreux manèges et autres montagnes russes pour les parcs de loisirs.

## Biographie

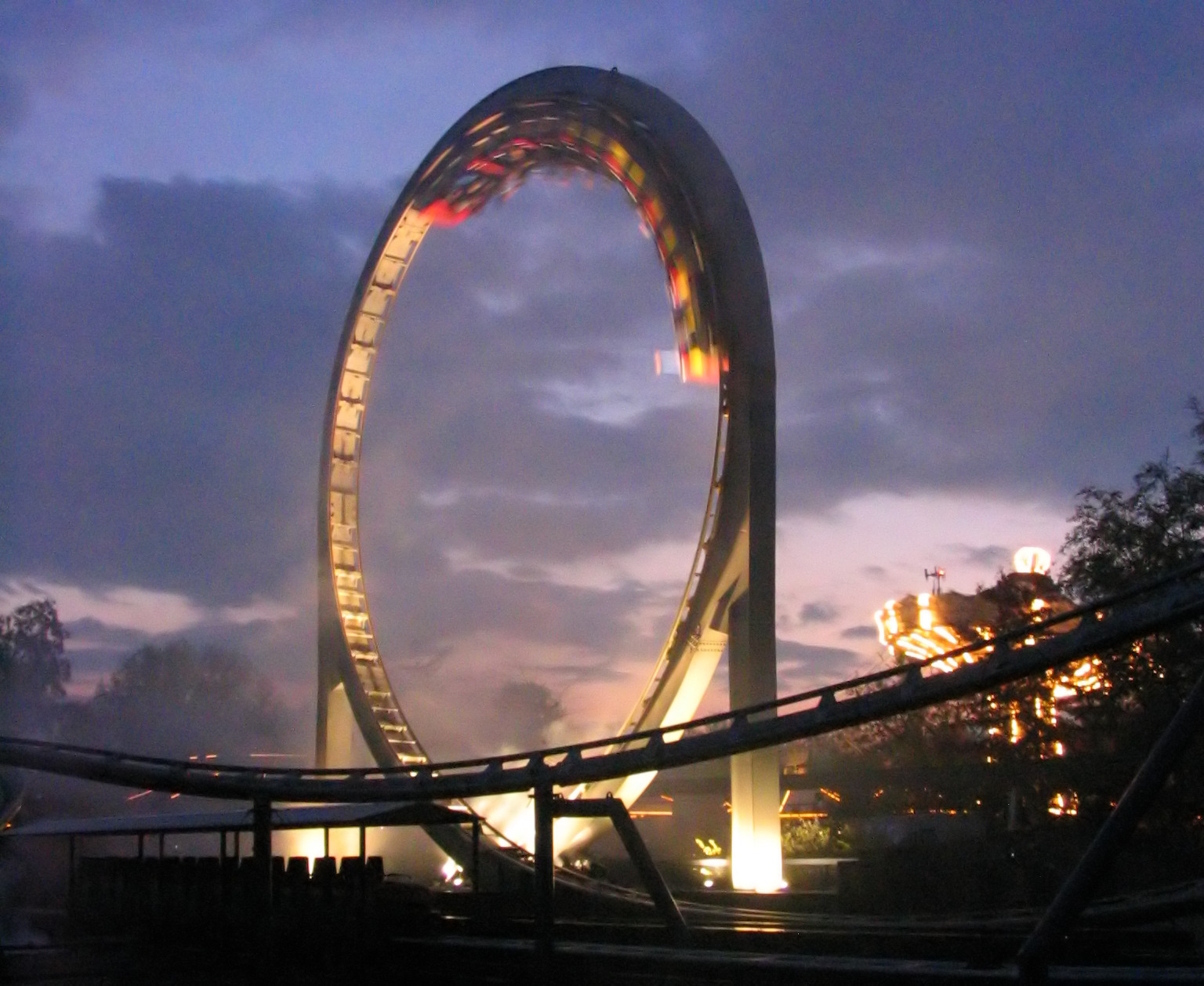
Looping Star à Bobbejaanland

Anton Schwarzkopf est entré dans le monde de l'industrie grâce à son père qui était spécialisé dans la conception des transports utilisés notamment par les cirques. Né en 1924 à Bahlingen, en Allemagne, Anton grandit dans l'entreprise de son père qui n'est alors qu'un atelier de réparation mais qui deviendra au fil des années une entreprise spécialisée dans le transport forain (caravanes, transport pour les cirques).
La Première Guerre mondiale oblige le père d'Anton à quitter l'entreprise pour aller au front. À partir de 1943, Anton lui-même est appelé sous les drapeaux de son pays. Il sera d'ailleurs fait prisonnier par l'armée américaine de Montecassino, en Italie le 26 mars 1946.
Une fois la guerre terminée la population va avoir envie de divertissement, ce qui arrange les affaires de l'entreprise qui reprend son activité très rapidement. De 1948 à 1955, 35 véhicules de cirque sont fabriqués.
La compagnie décide d'évoluer et de se tourner vers l'industrie du loisir. Dès 1954, l'entreprise crée ses premiers manèges (trains fantôme, palais du rire, Jet Spiral).
Schwarzkopf, dessine le premier parcours de montagnes russes de la compagnie, The Wildcat, en 1964.
Schwarzkopf Industries grandit alors très rapidement, les ventes s'enchaînent avec entre autres un circuit de montagnes russes pour Gröna Lund en 1965, un autre pour Liseberg en 1966.
L'entreprise va être une des plus innovantes de son époque dans le monde des attractions avec notamment le premier concept de train de la mine, bien avant l'heure, l'idée de dueling coaster, le premier looping sur des montagnes russes en métal en 1976, les premières montagnes russes à circuit non fermé (Shuttle Loop).
Sa compagnie souffrant de plusieurs dettes fut obligée de cesser son activité en 1983.
Anton Schwarzkopf s'est retiré de l'industrie en 1995, il meurt le 30 juillet 2001 après avoir souffert de la maladie de Parkinson pendant plusieurs années.

## Quelques attractions

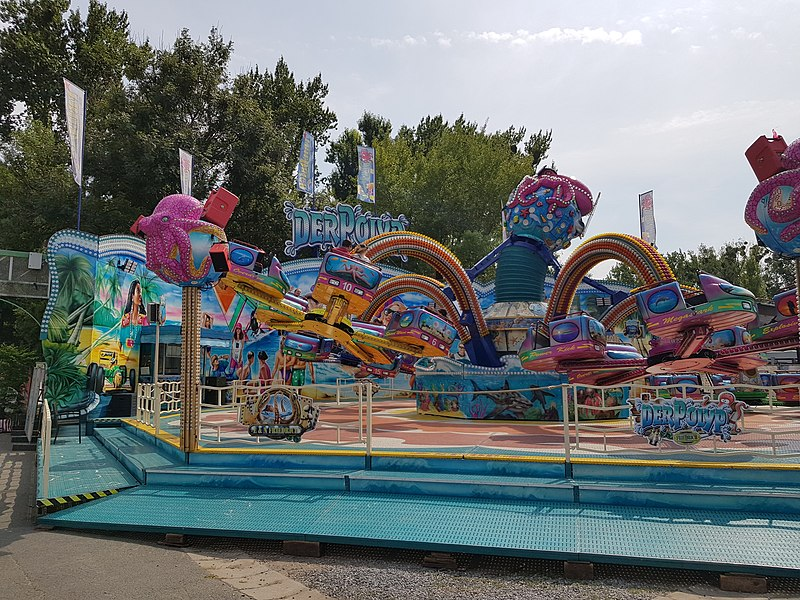
pieuvre de Schwarzkopf

### Les montagnes russes
| Nom                       | Modèle            | Année      | Parc                              | Pays           |
| ------------------------- | ----------------- | ---------- | --------------------------------- | -------------- |
| Aconcagua                 | Super Speed Racer | 1983 fermé | Parque de la Ciudad               | Argentine      |
| Achtbaan                  | Wildcat           | 1976 fermé | Bobbejaanland                     | Belgique       |
| Alpenblitz                | Alpenblitz II     | 1979 fermé | Bobbejaanland                     | Belgique       |
| All American Triple Loop  | Triple Looping    | 2024       | Indiana Beach                     | États-Unis     |
| Big Bend                  | Speed Racer       | 1971 fermé | Six Flags Over Texas              | États-Unis     |
| Big Bend                  | Speed Racer       | 1980 fermé | Six Flags St. Louis               | États-Unis     |
| Big Blue                  | Silverarrow       | 2017       | Mirnovec Fun Park                 | Croatie        |
| Black Hole                | Jet Star 2        | 1983 fermé | Alton Towers                      | Royaume-Uni    |
| Brontojet                 | City Jet          | 2010       | Movieland Studios                 | Italie         |
| Bullet                    |                   | 1991 fermé | Flamingo Land                     | Royaume-Uni    |
| Bullet                    |                   | 2013       | Selva Mágica                      | Mexique        |
| Cascabel                  | Shuttle Loop      | 1994 fermé | La Feria Chapultepec Mágico       | Mexique        |
| Circuit Bobsleigh         | City Jet          | 2018       | Parc de la Vallée                 | France         |
| Coléoz'Arbres             | Jet Star          | 1994 fermé | Parc Bagatelle                    | France         |
| Colossus the Fire Dragon  | Double Looping    | 1984       | Lagoon                            | États-Unis     |
| Colossus                  | Double Looping    | 1981 fermé | Playcenter (pt)                   | Brésil         |
| Double Loop               | Double Looping    | 1981 fermé | Kobe Portopialand                 | Japon          |
| Enigma                    | Jumbo Jet         | 1995       | Pleasurewood Hills                | Royaume-Uni    |
| Gebirgsbahn               | Train de la mine  | 1975 fermé | Phantasialand                     | Allemagne      |
| Geronimo                  | Jet Star 2        | 1982 fermé | Luna Park Sydney                  | Australie      |
| Glissade                  | Jet Star 3        | 1975 fermé | Busch Gardens Williamsburg        | États-Unis     |
| Grand Canyon Bahn         | Alpenblitz II     | 1978 fermé | Phantasialand                     | Allemagne      |
| Golden Loop               | Shuttle Loop      | 1989       | Gold Reef City                    | Afrique du Sud |
| Greezed Lightnin'         | Shuttle Loop      | 2003 fermé | Kentucky Kingdom                  | États-Unis     |
| Greezed Lightnin'         | Shuttle Loop      | 1978 fermé | Six Flags AstroWorld              | États-Unis     |
| Greased Lightnin'         | Shuttle Loop      | 2003 fermé | Six Flags Discovery Kingdom       | États-Unis     |
| Greased Lightnin'         | Shuttle Loop      | 1977 fermé | California's Great America        | États-Unis     |
| Gwazi                     | Looping Star      | 2011       | Lion Park Resort                  | Botswana       |
| JET                       | Jet Star          | 1998 fermé | Foire du Trône                    | France         |
| Jetline                   | Super Speed Racer | 1988       | Gröna Lund                        | Suède          |
| Jet Star                  | Jet Star          | 1980 fermé | Särkänniemi                       | Finlande       |
| Jet Star                  | Jet Star          | 1993 fermé | Morey's Piers                     | États-Unis     |
| Jet Star                  | Jet Star          | 1970 fermé | Spreepark                         | Allemagne      |
| Jet Star                  | Jet Star          | 1970 fermé | Parque de Atracciones de Madrid   | Espagne        |
| Jet Star                  | Jet Star          | 2000       | Luna Park La Palmyre              | France         |
| Jet Star 2                | Jet Star 2        | 1976       | Lagoon                            | États-Unis     |
| Jumbo 5                   | Jumbo Jet         | 1984 fermé | Meli Park                         | Belgique       |
| Jumbo Jet                 | Jet Star 3        | 1978 fermé | Walibi Belgium                    | Belgique       |
| Jumbo Jet                 | Jet Star 3        | 2005       | Amigoland                         | France         |
| Katapul                   | Shuttle Loop      | 1999       | Hopi Hari                         | Brésil         |
| King Kobra                | Shuttle Loop      | 1977 fermé | Kings Dominion                    | États-Unis     |
| King Kobra                | Shuttle Loop      | 1987 fermé | Jolly Roger Amusement Park        | États-Unis     |
| La course de Bobsleigh    | City Jet          | 1995 fermé | Nigloland                         | France         |
| Laser                     | Double Looping    | 1986 fermé | Dorney Park & Wildwater Kingdom   | États-Unis     |
| Lisebergbanan             | Custom Coaster    | 1987       | Liseberg                          | Suède          |
| Looping Star              | Looping Star      | 1980 fermé | Bobbejaanland                     | Belgique       |
| Looping Star              | Looping Star      | 1988 fermé | OK Corral                         | France         |
| Looping Star              | Looping Star      | 1992 fermé | Parque de Atracciones de Madrid   | Espagne        |
| Looping Star              | Looping Star      | 2001 fermé | Vidámpark                         | Hongrie        |
| Looping Star              | Looping Star      | 1996 fermé | Playcenter (pt)                   | Brésil         |
| Looping Star              | Looping Star      | 1982       | Nagashima Spa Land                | Japon          |
| Mind Bender               | Double Looping    | 1978       | Six Flags Over Georgia            | États-Unis     |
| Mindbender                | Triple Looping    | 1985 fermé | Galaxyland                        | Canada         |
| Montaña Infinitum         | Triple Looping    | 2007 fermé | La Feria Chapultepec Mágico       | Mexique        |
| Montaña Rusa              | Speed Racer       | 1999       | Parque Nacional Del Café          | Colombie       |
| Montezooma's Revenge      | Shuttle Loop      | 1978       | Knott's Berry Farm                | États-Unis     |
| New Beast                 | Jet Star 3        | 1988 fermé | Alton Towers                      | Royaume-Uni    |
| Nessie Superrollercoaster | Looping Coaster   | 1980       | Hansa-Park                        | Allemagne      |
| Olympia looping           | Olympia looping   | 1989       | Fêtes foraines dont l'Oktoberfest | Allemagne      |
| Turbine                   | Shuttle Loop      | 1982       | Walibi Belgium                    | Belgique       |
| Radar                     | Wildcat           | 1965 fermé | Gröna Lund                        | Suède          |
| Rat Ride                  | Wildcat           | 1987 fermé | Lightwater Valley                 | Royaume-Uni    |
| New Revolution            | Looping Coaster   | 1976       | Six Flags Magic Mountain          | États-Unis     |
| Rocket                    | Jet Star 2        | 2011 fermé | Furuvik                           | Suède          |
| Roller Coaster            | Wildcat           | 2008       | Luna Park Port Barcarès           | France         |
| Scorpion                  | Silverarrow       | 1980       | Busch Gardens Tampa               | États-Unis     |
| Shock Wave                | Double Looping    | 1978       | Six Flags Over Texas              | États-Unis     |
| Shuttle Loop              | Shuttle Loop      | 1980       | Nagashima Spa Land                | Japon          |
| Silberpfeil               | Silverarrow       | 1980 fermé | OK Corral                         | France         |
| Silver Bullet             | Looping Star      | 1986       | Frontier City                     | États-Unis     |
| Sooperdooperlooper        | Looping Coaster   | 1977       | Hersheypark                       | États-Unis     |
| Super 8                   | Wildcat           | 1966 fermé | Liseberg                          | Suède          |
| Super Figure Eight        | Jumbo Jet         | 1990 fermé | Funland Park                      | Royaume-Uni    |
| Texas Tornado             | Quadruple Looping | 1998 fermé | Six Flags AstroWorld              | États-Unis     |
| Thunder Loop              | Looping Star      | 1979 fermé | Attractiepark Slagharen           | Pays-Bas       |
| Thunder Loop Express      | Looping Star      | 1995 fermé | Loudoun Castle                    | Royaume-Uni    |
| Thunderlooper             | Shuttle Loop      | 1990 fermé | Alton Towers                      | Royaume-Uni    |
| Tig'rr Coaster            | Jet Star          | 1984       | Indiana Beach                     | États-Unis     |
| Triple Loop Coaster       | Triple Looping    | 1997 fermé | Sunway Lagoon                     | Malaisie       |
| Tsunami                   | Quadruple Looping | 2008 fermé | Isla San Marcos Parque Temático   | Mexique        |
| Tornado                   | Jet Star 3        | 1993 fermé | La Feria Chapultepec Mágico       | Mexique        |
| Tornado                   | Jet Star 3        | 2002 fermé | Selva Mágica                      | Mexique        |
| Tornado                   | Jet Star 3        | 2010 fermé | Salitre Mágico (es)               | Colombie       |
| Tornado                   | Jet Star 2        | 1982 fermé | Playcenter (pt)                   | Brésil         |
| Turbo Mountain            | Jet Star 2        | 1991 fermé | Adventure World                   | Australie      |
| Twist and Shout           | Silverarrow       | 2003 fermé | Loudoun Castle                    | Royaume-Uni    |
| Vertigo                   | Looping Star      | 2010       | Zoomarine                         | Italie         |
| Viper                     | Looping Star      | 1989 fermé | Six Flags AstroWorld              | États-Unis     |
| Wiener Looping            |                   | 1982 fermé | Prater de Vienne                  | Autriche       |
| Wiener Looping            |                   | 1984 fermé | Boardwalk and Baseball            | États-Unis     |
| WildCat                   | Wildcat           | 1970 fermé | Cedar Point                       | États-Unis     |
| WildCat                   | Wildcat           | 1979 fermé | Cedar Point                       | États-Unis     |
| Zonga                     | Quadruple Looping | 2003 fermé | Six Flags Discovery Kingdom       | États-Unis     |

### Autres attractions
- Dante's Inferno - Train fantôme à Astroland.
- Mustekala - Pieuvre à Linnanmäki.
- Reef Diver - Enterprise à Dreamworld.
- Wiener Rad - Grande roue à Bobbejaanland.
- Zweef Apollo - Chaises volantes à Attractiepark Slagharen.